# آيكو
آيكو (ゲーム Ico) هي لعبة مغامره أنتجت في 2001 على جهاز بلاي ستيشن 2. اللعبة من إخراج وتصميم فوميتو أويدا (Ueda Fumito 上田 文人)، ونشرت من قبل سوني. لم تحصد اللعبة مبيعات بشكل جيد جدا في أمريكا الشمالية، لكنها ردت النتيجة الحرجة من المنافذة الأخباريه، حيث حازة على جوائز عديدة من قبل مجلات الألعاب الإلكترونية والصحف والناقدين ورجال الإعلام، وبذلك، تم إعادة إصدارها ونشرها في أوروبا منذ ذلك الحين في 2006.

## القصة
«آيكو» كان صبيا صغيرا ولد بقرون على رأسه. وقد كان هناك اقتناعٌ أنها لعنة، لذلك طلب القرويون خدمةً من فرسان مجهولي الهوية.و بعد رحلة طويلة، الفرسان وضعوه حيا بين عدد كبير من التوابيت في قلعة مهجورة. لكنه نجا من الموت والتقى ب«يوردى» فتاة ذات طبيعة غير محددة. قررا مساعدة بعضهما بعضا للهروب من القلعة، على آيكو مساعدة يوردى الضعيفة باستمرار، والدفاع عنها من الظلال التي تحاول اختطافها.

## روابط خارجية
- آيكو على موقع IMDb (الإنجليزية)